# 김종수 (1956년)
김종수(金宗壽, 1956년 2월 8일 - )은 대한민국의 가톨릭 성직자이다. 세례명은 아우구스티노이다. 현재 천주교 대전교구의 교구장로 재임 중이다.

## 약력
김종수는 1956년 2월 8일 대전광역시에서 태어났다. 서울대학교 국사학과와 서울대학교 대학원 국사학을 마친 그는 1984년 가톨릭대학교 신학부에 입학한다.
1989년 사제수품을 받은 그는 대전교구 논산부창동본당 보좌신부로 발령을 받는다. 이후 1990년 교황청 성서대학으로 유학을 떠난다. 유학을 마친 후 1994년 8월 대전교구 해미본당 주임신부로 발령을 받는다.
1997년 1웡부터 대전가톨릭대학교 교수, 학생처장, 교리신학원 원장, 총장을 각각 역임한다. 총장 재임 중인 2009년 2월 10일 교황 베네딕토 16세로부터 대전교구 보좌주교로 임명된다. 그달 27일 대전교구 총대리, 수도회 담당 교구장 대리에 임명된 김종수 주교는 3월 25일 주교서품을 받았다.
2009년 10월 주교회의 복음화위원회 위원장과 2018년 3월 주교회의 성서위원회 위원장에 각각 임명됐다.

## 문장
김종수 아우구스티노 주교의 사목표어는 갈라티아 신자들에게 보낸 서간에 나오는 "이제는 내가 사는 것이 아니라 그리스도께서 내 안에 사시는 것입니다."이다.
김종수 주교의 문장은 말씀을 잉태하시고 세상에 빛으로 내어주신 성모님을 본받아 주교직을 수행하는 데에 항상 하느님의 말씀을 간직하고 실천하며, 대전교구 공동체를 사랑과 평화의 공동체로 섬기는 봉사로서 살겠다는 의지를 담고 있다.
문장 중심의 원은 대전교구 공동체를, 노란색은 영혼의 완성과 평화를 상징한다. 원 한가운데에는 성모님이 말씀을 받아 안고 있는 모습을 나타냈으며 그 말씀은 바로 위 하얀 점으로 표현된 세상의 빛이다. 말씀을 마음 깊이 품고 세상에 빛으로 드러내는 성모님의 모습은 곧 교회이고 우리 자신임을 드러낸다. 아울러 우리 삶의 중심이신 주님께서 우리의 삶을 손수 이끌어주시기를 기도하는 마음을 ‘이제는 내가 사는 것이 아니라, 그리스도께서 내 안에 사십니다’(NON EGO, VIVIT IN ME CHRISTUS)라는 말씀에 담고 있다.